# 夜光虫II〜殺人航路〜
『夜光虫II〜殺人航路〜』（やこうちゅう さつじんこうろ）は1999年10月22日にNINTENDO 64用ソフトとしてアテナから発売されたノベルゲーム。1995年に発売された『夜光虫』の続編で世界観は同一であるが、物語としての繋がりはない。NINTENDO64では唯一のサウンドノベル形式のゲームである。

## 概要
前作のシナリオ構造は序盤の選択肢次第で複数の短編シナリオにそれぞれ分岐していくものであったが、本作では『かまいたちの夜』に類似した構造に改められた。まず本編として長編本格ミステリーの「殺人事件編」をプレイし、ベストエンディングを見ることで新たな選択肢や本編の序盤から分岐するおまけシナリオが解禁される。おまけシナリオは『ダイナスティ』が爆弾犯に脅迫される「爆弾編」、主人公一行が無人島に流れ着く「無人島編」、狂人となった『パンドーラ』の船長が殺戮を繰り返す「殺人鬼編」の三種類である。
テキストは前作と同様縦書きに表示され、演出として時折ムービーが挿入される。背景のグラフィックには実際の船内を撮影した写真も多く使われている。
ゲーム中の仕様は本作の発売時にすでに存在していた他社のサウンドノベルと比較しても制約が多い。セーブこそいつでも可能だが、テキストの既読スキップやフローチャート機能はなく、一度エンディングを迎えるたびに最初からやりなおさなければならない（シナリオの途中からやりなおすことができない）など、繰り返しプレイするには不便なものとなっている。

## あらすじ
「不破 隆」は幼馴染の少女「早見 ありさ」に誘われ、豪華客船『ダイナスティ』の処女航海に参加する。そこでの船上パーティの最中に爆発が起こりダイナスティは沈没してしまう。隆たちは救命ボートに乗り難を逃れるが、他のボートとはぐれ漂流してしまった。途方に暮れる一行の目の前に突如霧の中から『パンドーラ』という名の客船が現れる。パンドーラは救援を呼びかけても応答がないなどひと気がなくまるで幽霊船のようであったが、やむを得ず隆たちはその船に避難するのだった…。

## 登場人物
不破隆（ふわ たかし）
本編の主人公（名前変更可）。高校一年生。幼馴染のありさに誘われ『ダイナスティ』の処女航海に参加する。趣味はパソコン通信とプラモデルという文化系だが、水泳は得意。母とは幼い頃に死別し父親と二人暮らし。
早見ありさ（はやみ ありさ）
本編のヒロインで、隆と同じ高校に通っている幼馴染。ショートヘアで趣味はボディボードにローラースケートというスポーツ少女。祖父の早見国久と一緒に暮らしている。事件現場で隆が見落とした不自然な点を指摘するなど鋭い観察眼を発揮することがある。
日下部拓巳（くさかべ たくみ）
『ダイナスティ』を所有し運航する日下部海運の御曹司で同船のオーナー。32歳。冷徹でエリート意識が強く、周囲の人間に高圧的に接する。鬼塚曰く『ダイナスティ』に秘密を抱えている。『夜光虫GB』のあるストーリーでも登場している。
アデリーナ＝ハートフォード
日下部拓巳の婚約者で通称はリナ。17歳。金髪で碧眼の美少女。心臓に持病を抱えており常にニトロを携帯している。趣味はパソコン通信。幼少の頃に日本人ハーフの家庭教師がつけられていたため日本語が堪能で、日本の風習や文化にも詳しい。日下部とは政略結婚であり、まともに顔を合わせたのは船上パーティ当日が初めて。
三崎洋平（みさき ようへい）
『ダイナスティ』の三等航海士。25歳。乗客の安全を第一に考えて行動する。海賊に対抗するため銃の扱いに長けている。『夜光虫GB』のあるストーリーでも登場している。
河合環（かわい たまき）
藤沢総合病院で働く女医。27歳。髪はワンレングス。タイトスカートが似合う大人の女性。物語中の検死は彼女が担当する。
鬼塚康夫（おにづか やすお）
東西新聞の記者。37歳。痩せぎすで毒舌家。ダイナスティについての『ある噂』を入手し、真偽を確かめるべく日下部を調査している。救命ボートの割り当ては隆達とは別のものであったが、日下部を追うために咄嗟に乗り込んだ。
副島泰三（そえじま たいぞう）
『ダイナスティ』を製造した造船所の社長。50歳。汗かきで気が小さく、取引先の息子ということもあり日下部には頭が上がらない。いつもアタッシュケースを大事そうに抱えている。小太りの体型でパーティでも次々に料理を平らげていた健啖家。
早見国久（はやみくにひさ）
ありさの祖父。70歳。電子工学の権威で『ダイナスティ』のコンピュータによる制御システムを設計した。隆やありさが処女航海に参加できたのもその縁である。白髪に白髭で痩せ型といかにも研究者然とした風貌。
早見ケンジ（はやみ けんじ）
ありさの従弟。10歳。年齢の割にはマセており隆に対して生意気な発言をすることもあるが、チョコレートを常に携帯するなど子どもらしい一面ももっている。
大仏安次郎（おさらぎ やすじろう）
『パンドーラ』の機関士。60歳。大の酒好き。結婚歴がある。
『パンドーラ』の船長?
毒を飲まされパンドーラの船長室で寝込んでいた船長らしき男。年齢は40代後半から50代前半。

## スタッフ
- 原作：白石マミ
- 監督：平尾真士
- 演出：太田八王子
- 美術：平識佳秋、深川大輔
- プログラム：矢風図、浅見友之
- 音響：及川一億
- 音楽・効果音製作：株式会社ピュアサウンド
- ムービー製作：ビジュアルハウス　シブミ
- 広報：吉田修子、山野井佳織
- 営業：鈴木美彦、藤掛裕二
- 取材・撮影協力：商船三井客船株式会社
- 技術提供：株式会社ハドソン
- スペシャルサンクス：富田賀彦、浦賀霧臣
- 製作総指揮：中村栄
- 製作・著作：アテナ